# John Manners, 3.º Duque de Rutland
John Manners, 3.º Duque de Rutland (21 de Outubro de 1696 - 29 de Maio de 1779) foi um nobre inglês, filho mais velho de John Manners, 2.º Duque de Rutland e de Catherine Russell. Nomeado Marquês de Granby a partir de 1711, assumiu o título em 1721, interrompendo uma breve carreira na Câmara dos Comuns, onde representou Rutland como Whig.

## Biografia
Ocupou vários cargos no governo e na corte, incluindo Lorde Tenente de Leicestershire de 1721 a 1779, Chanceler do Ducado de Lancaster de 1727 a 1736, Lorde Mordomo da Casa de 1755 a 1761 e Mestre dos Cavalos de 1761 a 1766.
Representou Rutland no Parlamento Britânico de janeiro de 1719 a fevereiro de 1721.
Foi um dos diretores da Academia Real de Música, estabelecendo uma companhia de ópera de Londres que encomendou inúmeras obras a Handel, Bononcini e outros.
Em 1722, tornou-se Cavaleiro da Ordem da Jarreteira e, em 1727, foi empossado no Conselho Privado. Apoiou a criação do Foundling Hospital de Londres e foi um dos seus governadores fundadores quando este recebeu a sua carta real em 1739. A cidade de Rutland, Vermont, recebeu o seu nome em sua homenagem.

## Coleção de arte
John Manners, o 3.º Duque, era um colecionador de arte. Começou a comprar em 1742 e durante duas décadas comprou pinturas, desenhos e gravuras nos leilões de arte de Londres. Os agentes compraram-lhe noutros leilões e também comprou de forma privada, através de revendedores. Com a morte do seu pai, John, o 2.º Duque de Rutland, em 1721, o 3.º Duque herdou a coleção familiar de pinturas adquiridas pelos seus antepassados, incluindo Velhos Mestres e uma série ininterrupta de retratos ancestrais.
Gostava de quadros pequenos e terá dito que "um homem não merece um bom quadro se não o levar para casa". Como resultado, gastou menos na sua coleção do que outros colecionadores que preferiam pinturas maiores e mais caras. Por exemplo, não comprou ao mesmo nível do seu neto, Charles, o 4.º Duque de Rutland, amigo e patrono de Sir Joshua Reynolds. No entanto, era um colecionador sério, cujo olhar e temperamento o levaram a comprar obras menores de todos os principais pintores europeus, incluindo Rafael, Ticiano, Bassano, Veronese, Guido Reni e os italianos do norte, especialmente Claude e os dois Poussins. Sabe-se que gastou cerca de 3.210 libras em pinturas, mas este valor deve ser considerado aproximado e sujeito a revisão caso novos registos venham a público. A título de comparação, a construção da sua habitação em Londres, no mesmo período, custou cerca de 4.432 libras.
Por uma razão desconhecida, o duque vendeu 200 pinturas em 1758-1759.

## Casamento e descendência
Em 1717, casou com Bridget Sutton, a herdeira de 17 anos de Robert Sutton, 2.º Barão Lexinton. Tiveram onze filhos, a maioria dos quais morreram na infância:
- Catherine Rachel Manners (n. 1718), morreu na infância;
- Caroline Manners (n. Primavera de 1719), morreu na infância;
- Frances e Bridget Manners (gémeas), morreram na infância (1719);
- John Manners, Marquês de Granby (1721-1770), teve descendência, incluindo o 4.º Duque de Rutland;
- Robert Manners-Sutton (1722-1762);
- George Manners-Sutton (1723-1783);
- William Manners (1724-1730), morreu na infância;
- Leonora Manners (1740), morreu na infância;
- Frances Manners (1726-1739), morreu na infância;
- Frederick Manners (1728).

O terceiro duque morreu aos 82 anos e foi enterrado no mausoléu da família no Castelo de Belvoir.